# Золотаревский, Леонид Абрамович
Леони́д Абра́мович Золотаревский (12 января 1930, Москва — 6 июня 2017, там же) — советский и российский тележурналист, кандидат филологических наук, академик Международной академии телевидения и радио, доцент кафедры телевидения и радио факультета журналистики МГУ, секретарь президиума МАТР, директор пресс-центра Международной службы ТТЦ «Останкино». Председатель Совета директоров Фонда содействия развития аудиовизуальных услуг. Действительный член Всемирной академии народов мира «Элита», член Союза журналистов России, член Союза кинематографистов России.

## Биография
Леонид Золотаревский родился 12 января 1930 г. в Москве. Отец — Абрам Владимирович Золотаревский (1895, Александровск — ?), юрист и правовед, автор трудов по административному и избирательному праву, в том числе инструкции о выборах «Сельсоветы, горсоветы, съезды Советов» (М.: Госиздат, 1926) и справочника «Местные органы власти» (1931). Будучи начальником финансового отдела и юрисконсультом Главлесстроя Народного комиссариата леса СССР, был арестован и 18 января 1944 года осуждён на 8 лет ИТЛ (реабилитирован в 1989 году). Мать — музыковед Анна Абрамовна Хохловкина (Хохловкина-Золотаревская; 1896—1971).
По окончании школы поступил на актёрский факультет училища Малого театра, но через год оттуда ушёл. В 1949 г. поступил в Московский институт иностранных языков и окончил его в 1954 г.
С 1954 по 1957 — сценарист в Центральной студии документальных фильмов. Впервые выступил на телевидении в должности интервьюёра (25 ноября 1956). В штате Центральной студии телевидения (затем Центрального телевидения СССР) — со 2 января 1957 г. Участвовал в создании первого телекурса по изучению основ иностранных языков «Фестивальный разговорник», первого тележурнала «Новости международной жизни», руководитель первых курсов репортеров живого эфира, вёл прямые репортажи с событий Всемирного фестиваля молодежи и студентов, первые репортажи с дрейфующей льдины «Северный полюс-10» и со дна Балтийского моря, создавал первые фильмы о полётах советских космонавтов и первые телемосты (с Чехословакией и Польшей — 1962 г.), вёл ряд выпусков передачи «Эстафета новостей», совместно с И. Казаковой, Л. Дзаридзе и А. Петроченко разрабатывал программу «Время» (с 1 янв. 1968: ответственный редактор первых 320 выпусков).
С 1971 г. — редактор-консультант, затем заведующим отделом Главного управления внешних отношений Гостелерадио СССР. Руководил ежедневным информационным обменом с международными агентствами телеинформации «Висньюз» и «ЮПИТН». В 1980—1983 гг был военным корреспондентом Гостелерадио СССР в Афганистане. Ранен при исполнении служебных обязанностей. Ведущий первого репортажа с дрейфующей станции «Северный полюс-10» (1962 г.). Автор и ведущий первых международных телемостов «Москва-Варшава» и «Москва-Прага» (1962 год). Затем вел телемосты между Верховным Советом СССР, Конгрессом США, парламентами Великобритании, Индии, Южной Кореи и др. стран (1986—1991).
Член Комиссии по политике в области телевидения и радиовещания (1991). Автор более 110 документальных фильмов и свыше 100 публикаций в газетах и журналах («Советское телевидение и радиовещание», «Журналист», «Искусство кино» и др.). Владел английским, французским и немецким языками. Был женат, двое сыновей.                                                      Умер 6 июня 2017 года.

## Факты
Своим днём рождения на ТВ считал первый день работы на Всемирном фестивале молодёжи и студентов. Тогда все события программы был распределены между разными комментаторами. Но случилось ЧП - от обилия публики рухнула крыша универмага, на которой располагался корпункт Юрия Фокина. Золотаревскому пришлось вести репортаж в течение двух с половиной часов (вместо запланированных 40 минут). Связи ни с одним другим комментатором не было.
Вторым днём рождения на ТВ считал ранение в Кабуле. Тогда в Афганистан пустили работать немецкую съёмочную группу, на особых условиях - при участии в съёмках телевизионной команды Золотаревского. В последний день перед отъездом немцы записали интервью с президентом Афганистана Бабраком Кармалем. Вечером при возвращении к лагерю советскую съёмочную группу обстреляли одновременно из двух точек, в том числе - разрывными пулями. Водителю удалось выехать из зоны видимости, все выжили.

## Цитаты
...истории советского и российского телевидения и радио может позавидовать американская история электронных средств массовой информации...Lenta.ru, 06.03.2008, «В "Останкино" откроют музей истории телевидения»
Это миф, что в советские времена на телевидении нельзя было говорить правду, — утверждает телевизионщик с 50–летним стажем, бывший одним из самых узнаваемых лиц ТВ большого Союза, Леонид Золотаревский. — И Бовин, и Каверзнев всегда говорили что хотели и доносили до нас правдивую информацию. Все зависело от личности комментатора. Ведь согласитесь, во–первых, разными словами ВСЕ можно сказать, а во–вторых, что позволено Юпитеру, не позволено быку…Информационно-развлекательный портал Даугавпилса, 05.06.2006, «Прежде на ТВ дозволялось больше…»
В течение предыдущих 15 лет государство фактически ликвидировало все средства ведения внешнеполитической информационно-пропагандистской деятельности и сняло с себя заботы о том, как воспринимается новая российская действительность за пределами страны. Результат оказался не только не положительным, но и весьма опасным."Politics.in.Ua", inoСМИ.Ru Украина, 18.09.2006, «"Рекламировать" Россию на Западе - задача не из легких»
Успех тележурналиста во многом зависит от того, может ли он ответить на вопросы “О чем?”, “Для чего?” и “Для кого?”Газета "Вестник Кипра", № 736, 06.11.2009, «Об истории, о творчестве, о любви»
...телевидение не только отражает, но и формирует реальность.Газета «Европа-Экспресс», 05.01.2009, №2 (566), «Фестивальная "Эфирная шкатулка"»

## Отзывы коллег и друзей
...безусловно, преклоняюсь перед военными журналистами. Вот Афганистан меня подружил с такими потрясающими журналистами, как Леня Золотаревский, Леонид Миронов, Генрих Боровик, Тимур Гайдар. Это фантастические ребята.Иосиф Кобзон 

## Интервью
- Аудиоинтервью для еврейской общины Латвии[26]
- «Эхо Москвы», «Дорогой наш Никита Сергеевич» Архивная копия от 10 апреля 2010 на Wayback Machine. 14.03.2010
- «Русские новости», «Человек, который родился трижды» (недоступная ссылка) 9.7.2009
- «Радио Свобода», "Завершает свою работу 15-я региональная конференция «Телевидение в интересах общества» 12.12.2008
- Газета «Час» (Рига), «Леонид Золотаревский: „Россия подает сигнал Латвии“» 10.06.2006
- «Радио Свобода», «Семинар региональной конференции INPUT стран СНГ и Балтии» Архивная копия от 26 марта 2012 на Wayback Machine 9.1.2005

## Награды и звания
- Орден Дружбы (9 мая 2007 года) — за заслуги в области культуры, печати, телерадиовещания и многолетнюю плодотворную работу[27]
- Орден «Знак Почёта» (за работу в Афганистане)
- медаль «За трудовое отличие» (14 ноября 1980 года) — за большую работу по подготовке и проведению Игр XXII Олимпиады[28]
- Орден Александра Невского 1 степени
- «Большая золотая медаль» Международной академии ТВ и радио
- «Золотая нимфа» фестиваля телефильмов в Монте-Карло
- «Серебряная пластина» Венецианского фестиваля
- «За творческий поиск» Первого всесоюзного фестиваля телефильмов
- Призы фестивалей в Киеве и Львове
- 2 приза «Эмми» Академии телевизионных наук и искусств США за серию телемостов «Верховный Совет СССР — Конгресс США» и советско-американскую программу прайм-тайм «Можем быть одной семьей».
- Национальная телевизионная премия «ТЕЛЕГРАНД — 2009».[29]
- Звание Союза журналистов «Легенда Российской журналистики» (2004)